# Bälinge västra
Bälinge västra utgör bebyggelsen väster om tätorten Bälinge. Denna bebyggelse har av SCB sedan 1995 avgränsats till en separat småort.